# Deckenia nobilis
Deckenia nobilis är en enhjärtbladig växtart som beskrevs av Hermann Wendland och Berthold Carl Seemann. Deckenia nobilis ingår i släktet Deckenia och familjen Arecaceae. Inga underarter finns listade i Catalogue of Life.

## Bildgalleri

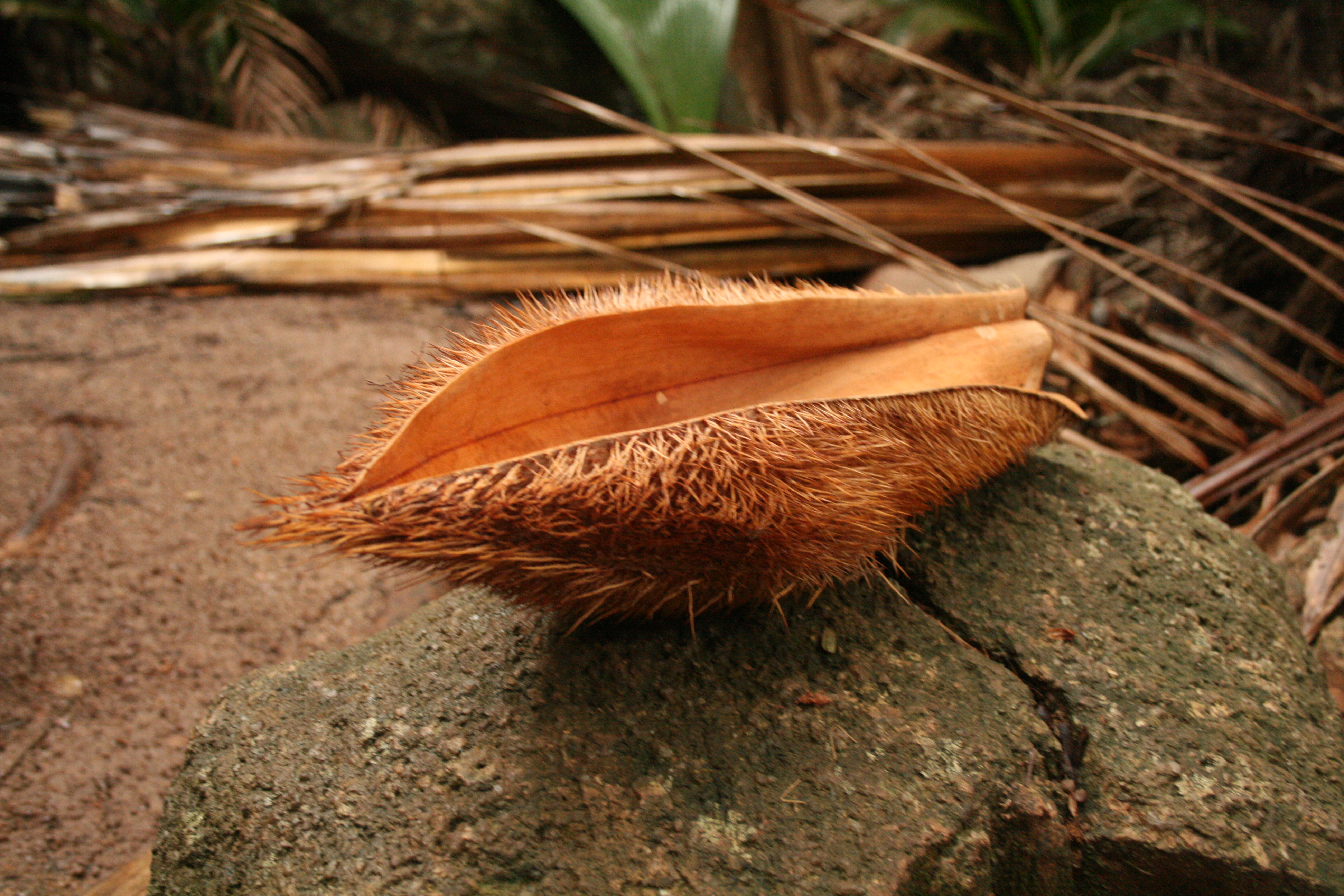
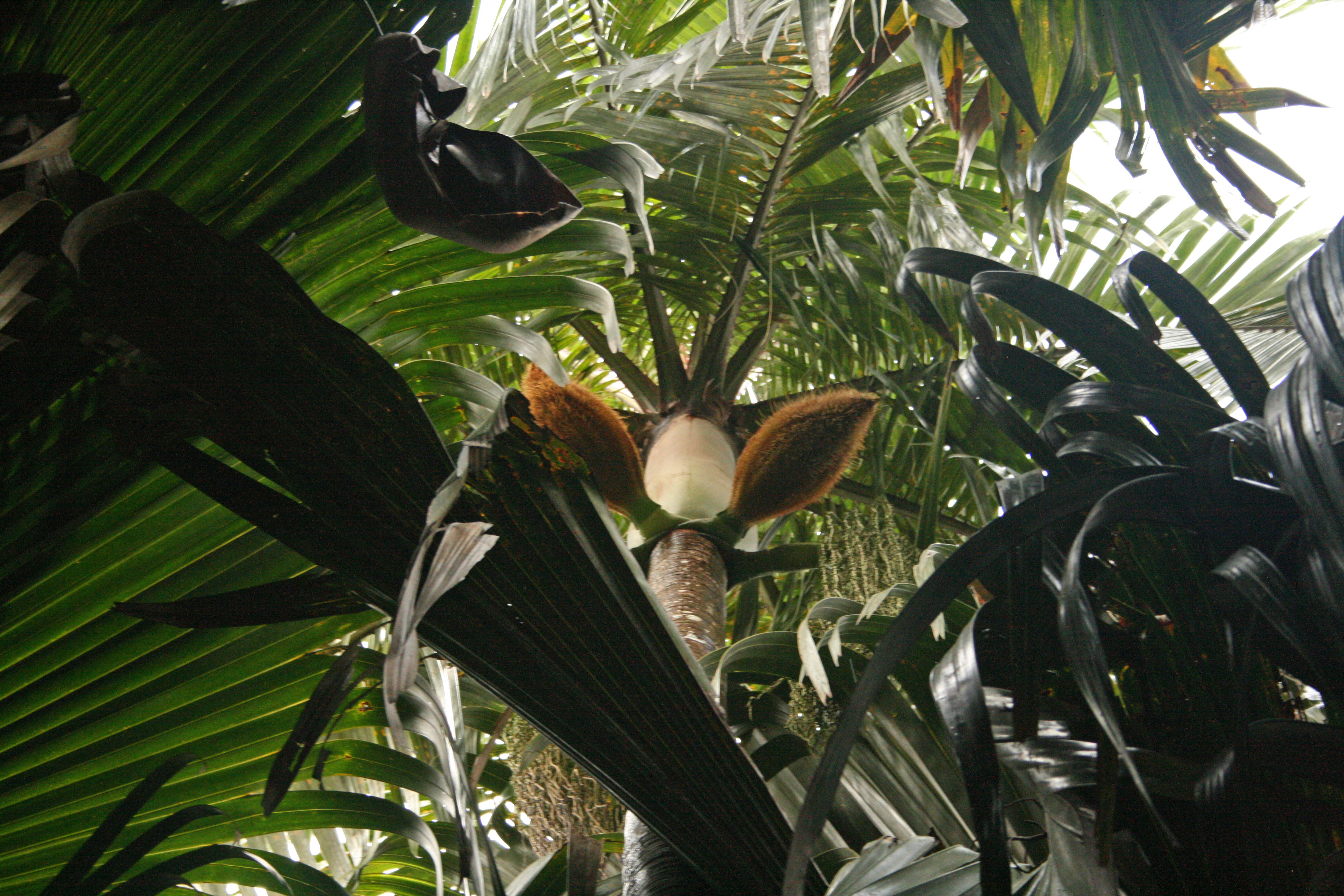
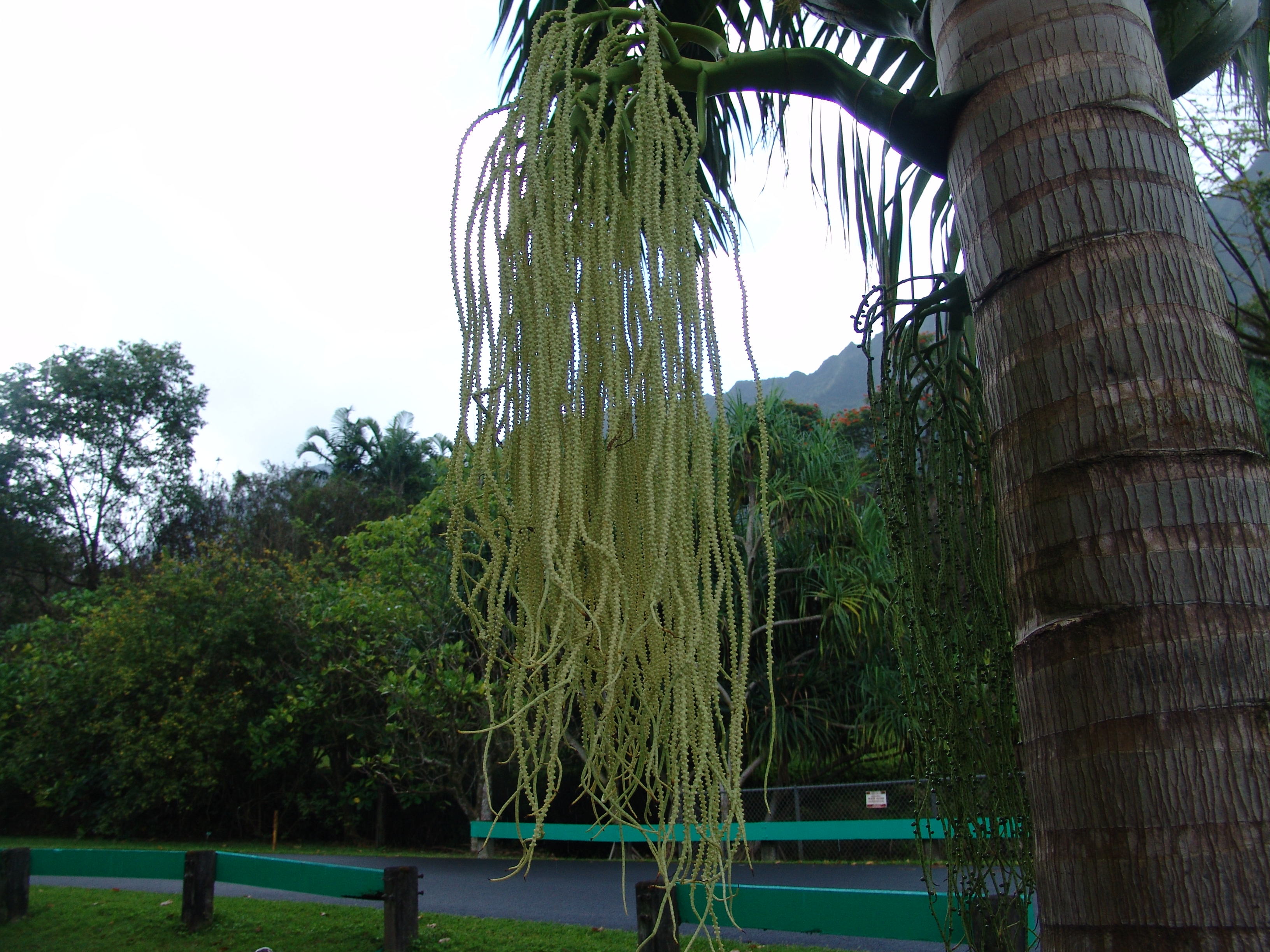
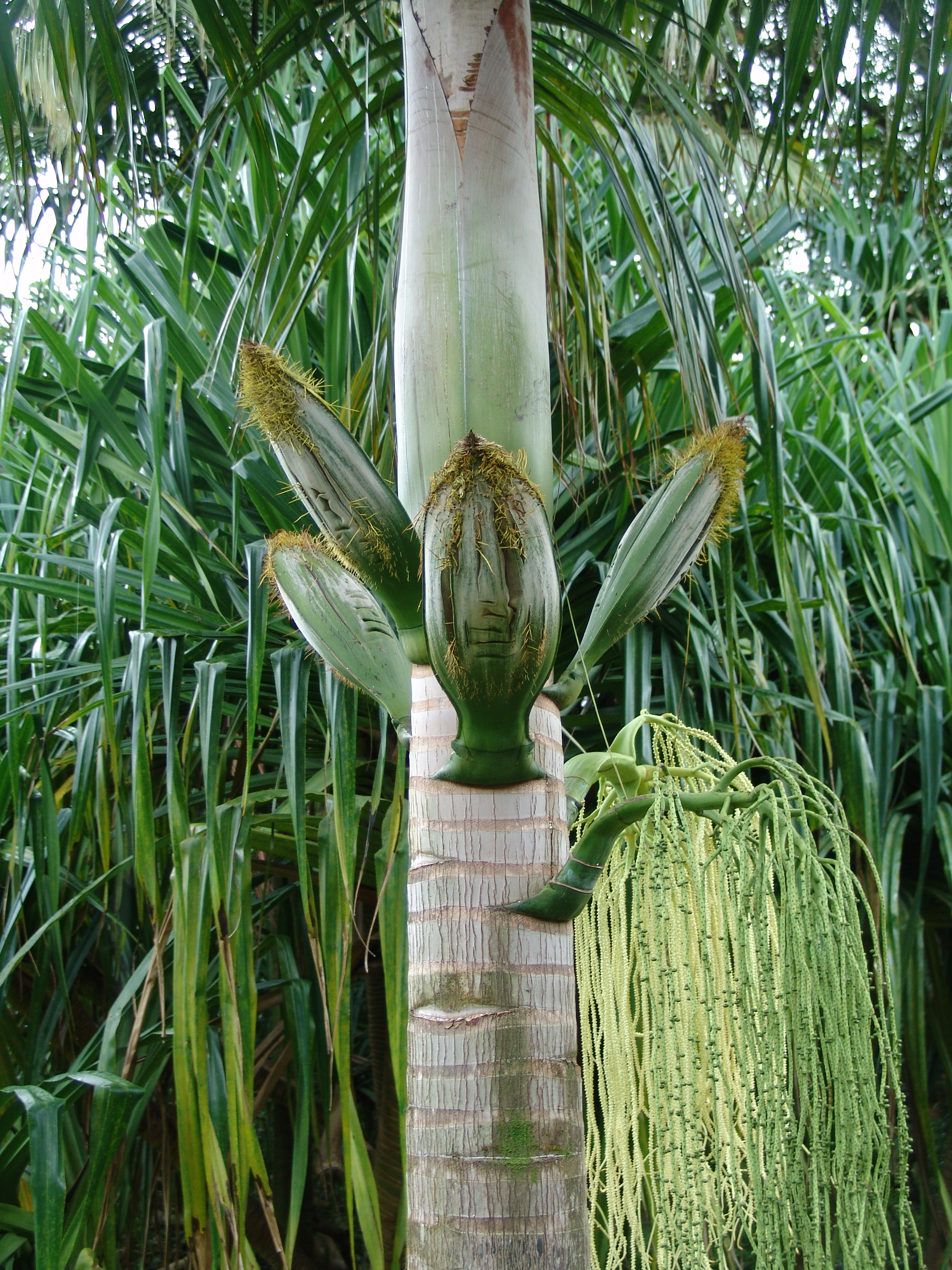
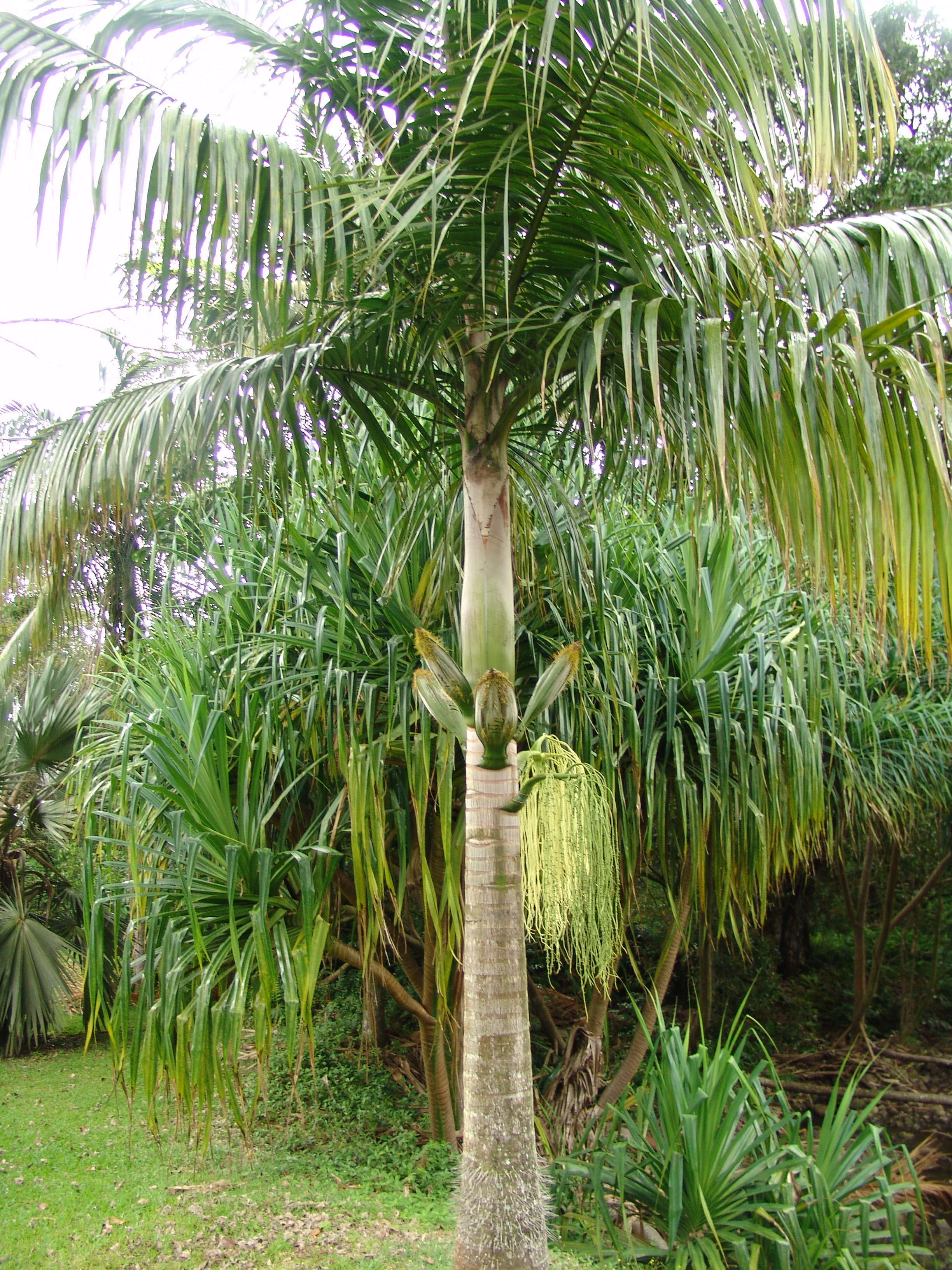
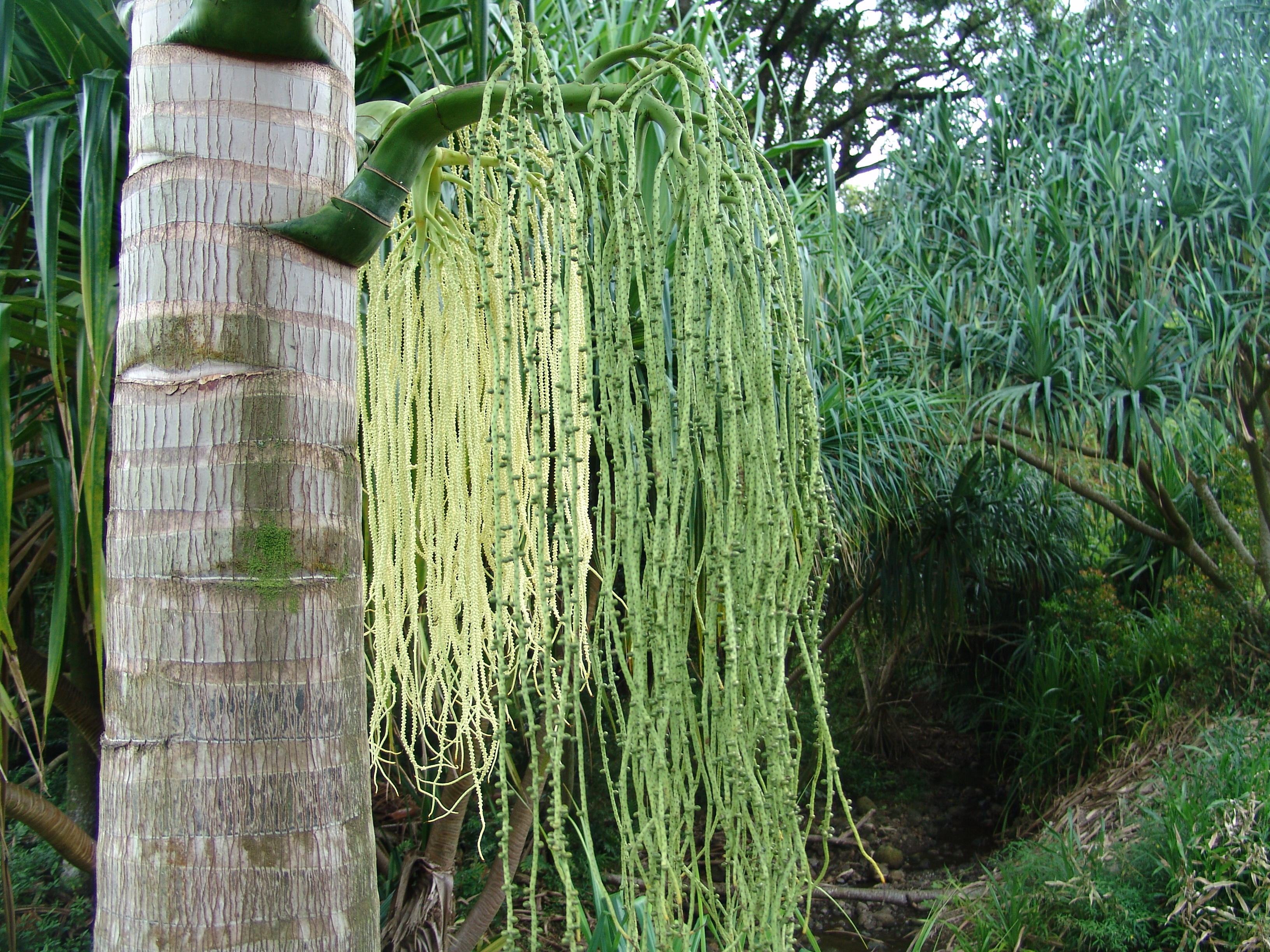